# BRB Be Right Back
BRB Be Right Back (en español: Vuelvo enseguida) es el primer extended play (EP) del rapero puertorriqueño Guaynaa. Fue publicado el 28 de mayo de 2020 a través de los sellos discográficos Republic Records y Universal Music Latin Entertainment.
Precedido por los sencillos «Chicharrón», «Buyaka», «Full Moon» y «Rompe Rodilla», en su primera semana fue certificado oro en Estados Unidos y Puerto Rico.

## Contexto
Luego del éxito de «Rebota», el cantante fue firmado por Universal Latin y Republic a mediados de junio de 2019, esto en una alianza conjunta. Una vez firmado, se anunció una remezcla con las participaciones de Nicky Jam, Farruko, Becky G y Sech. La remezcla alcanzó la vigésimo octava posición en la lista Hot Latin Songs de Billboard, con un total de nueve semanas dentro del ranking. Su primer sencillo oficial bajo la alianza, «Chicharrón» junto a Cauty, fue nominado de manera posterior a los Premios Grammy Latinos de 2020, en la categoría “Mejor interpretación de reggaetón”.
En una entrevista con El Comercio Perú, el cantante reflexionó sobre algunos de los cambios personales y musicales debido al éxito desmesurado recibido en poco tiempo: «Ahora tengo más responsabilidades, tengo que ser una persona más consciente y limitarme a ciertas cosas por el hecho que soy una figura pública, pero eso te ayuda a ser una mejor persona y a pensar las cosas dos veces más».

## Lista de canciones
| N.º   | Título                                                    | Productor(es)                 | Duración |  |
| 1.    | «Mera»                                                    | Young Hollywood               | 3:19     |  |
| 2.    | «El Bibí» (con Rafa Pabön)                                | Los Harmónicos                | 3:18     |  |
| 3.    | «Rompe Rodillas»                                          | Play-N-Skillz · Scott Summer  | 2:29     |  |
| 4.    | «Chicharrón» (con Cauty)                                  | DJ Blass · Mista Greenz       | 3:15     |  |
| 5.    | «Buyaka»                                                  | DJ Nelson                     | 2:33     |  |
| 6.    | «Full Moon» (con Yandel)                                  | DJ Nelson · Nesty · Wally TMW | 3:05     |  |
| 7.    | «Rebota (Remix)» (con Nicky Jam, Farruko, Becky G y Sech) | Enrique L. Piñeiro Rivera     | 4:22     |  |
| 22:21 |                                                           |                               |          |  |

## Créditos y personal
Parcialmente adaptados desde AllMusic.
- Jean C. Santiago Pérez – Artista principal, composición.
- Elijah Alexander Serraga (Young Hollywood) – Composición, producción (1).
- Auberto D. Cintrón, Gabriel L. Cintrón (Los Harmónicos) – Composición, producción (2).
- Rafael E. Pabón Navedo (Rafa Pabön) – Artista invitado, composición (2).
- Juan Salinas, Oscar Salinas – Composición, producción (3).
- Scott Summer – Composición, coproducción (3).
- Gary Walker – Composición (3).
- Rafael Regginalds Aponte (Reggie El Auténtico) – Composición (3).
- Christian Daniel Mojica (Cauty) – Artista invitado, composición (4).
- DJ Blass – Composición, producción (4).
- Melvin Maldonado (Mr. Greenz) – Composición, producción (4).
- Wilfredo Ortiz Claudio – Composición (4).
- Nelson Diaz – Composición, producción (5, 6).
- Alejandro Machez Armes – Composición (5).
- Ovimael Maldonado – Composición (5).
- Llandel Veguilla – Artista invitado, composición (6).
- Ernesto Fidel Padilla – Composición, producción (6).
- Wally TMW – Composición, producción (6).
- Enrique L. Piñeiro Rivera – Composición, producción (7).
- Carlos Isaías Morales Williams – Artista invitado, composición (7).
- Carlos Efrén Reyes – Artista invitado, composición (7).
- Nick Rivera Caminero – Artista invitado, composición (7).
- Rebecca Marie Gomez – Artista invitada, composición (7).
- Andy Bauza – Composición (7).
- Carlos de Jesús Rodríguez – Composición (7).
- Franklin Jovani Martínez – Composición (7).
- Jorge Valdés Vázquez – Composición (7).
- Juan Diego Medina – Composición (7).
- Juan L. Rivera Medina – Composición (7).
- Kedin Maisonet – Composición (7).
- Marcos G. Pérez – Composición (7).
- Pablo Christian Fuentes – Composición (7).
- Wander Manuel Mendez – Composición (7).
- Edgar Semper, Xavier Semper (Mambo Kingz) – Composición, ingeniero de mezcla (7).
- Luian Malavé (DJ Luian) – Composición, ingeniero de mezcla (7).
- Santo Nino – Ingeniero de mezcla (7).
- Mike Fuller – Masterización (7).

## Certificaciones
| País (Certificador) | Certificación | Ventas certificadas |
| --- | ------------- | ------------------- |
| Estados Unidos (RIAA) | Oro (Latin)   | 30 000*             |
| ^cifras de envíos basadas únicamente en la certificación xcifras no especificadas basadas únicamente en la certificación |               |                     |